# Mahdi al-Mashat
Mahdi Mohamed Hussein al-Mashat (en árabe : مهدي المشاط ) es una figura política yemení del movimiento houthi. Después de la muerte de Saleh Ali al-Sammad el 19 de abril de 2018, se convirtió en presidente del Consejo Político Supremo. Anteriormente fue el representante de Abdul-Malik al-Houthi, el líder del movimiento y director de su oficina. 
Los miembros del Parlamento, presidido por Yahya Ali al-Raie, lo elevaron al rango de mariscal de campo, de conformidad con el artículo 111 de la Constitución.